# Langues yawa
Les langues yawa (ou langues yapen) sont une famille de langues papoues parlées dans les îles Yapen, dans la province de Papouasie en Indonésie.

## Classification
Malcolm Ross (2005) émet l'hypothèse d'une famille de langues papoues occidentales « étendue » rassemblant les langues papoues occidentales stricto sensu, les langues yawa, les langues bird's head de l'Est-sentani, le burmeso, une langue isolée, et le tause, classé généralement parmi les langues lakes plain. Haspelmath, Hammarström, Forkel et Bank rejettent cette proposition et maintiennent les différents membres proposées comme des familles de langues non apparentées entre elles.

## Liste des langues
Les langues yawa, au nombre de deux, sont les suivantes :
- saweru
- yawa

## Sources
- (en) Malcolm Ross, 2005, Pronouns as a preliminary diagnostic for grouping Papuan languages, dans Andrew Pawley, Robert Attenborough, Robin Hide, Jack Golson (éditeurs) Papuan pasts: cultural, linguistic and biological histories of Papuan-speaking peoples, Canberra, Pacific Linguistics. pp. 15–66.